# Enrico Ernesto II di Stolberg-Wernigerode
Enrico Ernesto II di Stolberg-Wernigerode (Wernigerode, 7 dicembre 1716 – Halberstadt, 24 ottobre 1778), conte di Stolberg-Wernigerode dal 1771 al 1778.

## Biografia
Enrico Ernesto era il maggiore dei figli sopravvissuti del conte Cristiano Ernesto di Stolberg-Wernigerode. Sua madre, Sofia Carlotta, nata contessa di Leiningen-Westerburg, era stata pesantemente influenzata dal Pietismo ed aveva cresciuto suo figlio secondo questo spirito religioso. Enrico Ernesto compì i propri studi nelle università di Halle e Gottinga e già dal 1739 ottenne una prebenda presso il capitolo della cattedrale di Halberstadt; questa nomina venne confermata dal re Federico II di Prussia e sempre nel 1739 ottenne come ricompensa l'Ordine del Dannebrog dal re Cristiano VI di Danimarca.
Venne coinvolto da suo padre nel governo della contea sin da giovane età e dopo il 1742 partecipò alle riunioni della Camera di Wernigerode, premurandosi in particolar modo di incrementare la produzione di torba nell'industria presso il monte Brocken fondandovi nel 1743 la Heinrichshöhe.
Durante il regno del padre egli ampliò notevolmente la biblioteca del palazzo con 400 libri provenienti dalla sua collezione oltre a inni di sua composizione. Egli supportò inoltre la poetessa popolare Anna Luise Karsch. Nel 1763 incaricò Johann Georg Ziesenis di dipingere un ritratto per Federico II di Prussia.
Dopo la morte di suo padre il 25 ottobre 1771 il cinquantacinquenne Enrico Ernesto prese il governo della contea di Wernigerode, dove si preoccupò essenzialmente di promuovere nuove forme di vita religiosa pietista.

## Matrimonio e figli
Enrico Ernesto sposò l'11 dicembre 1738 a Sorau Maria Elisabetta, figlia del conte Ermanno II di Promnitz. Ella morì dopo la nascita della loro seconda figlia il 29 luglio 1741 a Wernigerode. Questo matrimonio produsse due eredi:
- Carlotta Augusta (9 ottobre 1740 - 20 settembre 1741)
- Una figlia (1741-1741)

Dopo un anno di lutto, egli si risposò a Köthen con la principessa Cristiana Anna di Anhalt-Köthen, figlia del principe Augusto Luigi e della sua seconda moglie, Emilia di Promnitz. Da questo matrimonio ebbe i seguenti figli:
- Cristiano Federico (1746-1824), sposò Augusta Eleonora di Stolberg-Stolberg
- Augusta Federica (4 settembre 1743 - 9 gennaio 1783), sposò il 5 dicembre 1767 il conte Gustavo Federico di Isenburg e Büdingen (7 agosto 1715 - 12 febbraio 1768), in seconde nozze il 24 settembre 1768 sposò Luigi Casimiro di Isenburg e Büdingen (25 agosto 1710 - 15 dicembre 1775), sposò in terze nozze il 26 giugno 1777 il conte Federico di Wendt († 24 settembre 1818)
- Luisa Ferdinanda (30 settembre 1744 - 3 febbraio 1784), sposò il 13 giugno 1766 il principe Federico Ermanno di Anhalt-Köthen-Pless (1731-1797)